# Indasclera rolciki
Indasclera rolciki es una especie de coleóptero de la familia Oedemeridae.

## Distribución geográfica
Habita en Megalaya (India).